# 容积密度
在材料科学中，容积密度（也称为表观密度或体积密度）是一种材料特性，其定义为材料中众多粒子的质量除以体积。体积定义为颗粒所占的总体积，包括颗粒自身的体积、颗粒间空隙体积和颗粒内部孔隙体积。
堆积密度对于粉末、颗粒和其他“分离”的固体的材料很有用，特别是用于指矿物成分（土壤、砾石）、化学物质、药物成分、食品或任何其他粒子或颗粒物质（颗粒）。
体积密度不同于颗粒密度，颗粒密度是固体的固有属性，不包括颗粒之间空隙的体积（参见：非紧密材料的密度）。体积密度是材料的外在属性；它可以根据材料的处理方式而改变。例如，倒入圆柱体中的粉末将具有特定的堆积密度；如果圆柱体受到扰动，粉末颗粒将移动并且通常会更紧密地聚集在一起，从而导致更高的堆积密度。因此，粉末的堆积密度通常报告为“自由沉降”（或“倾倒”密度）和“振实”密度（其中振实密度是指粉末经过指定的压实过程后的堆积密度，通常涉及容器的振动。 ）

## 土壤
土壤的体积密度很大程度上取决于土壤的矿物组成和压实程度。石英的密度约为2.65 g/cm3 ，但矿质土壤的（乾）体积密度通常约为该密度的一半，在1.0 and 1.6 g/cm3之间。相比之下，富含土壤有机碳和一些易碎粘土的土壤往往具有较低的体积密度。（<1.0 g/cm3)这是由于有机材料本身的密度低和孔隙率增加所致。例如，泥炭土的体积密度为0.02 to 0.98 g/cm3。在一项详细的研究中，研究人员使用了6,000个欧盟分析样本，利用回归模型绘制了0-20厘米土壤体积密度的高分辨率地图（100米）。农田的体积密度几乎是林地的1.5倍。
土壤的体积密度通常通过用金属取芯器按所需深度和水平插入土壤中获取的岩芯样本来确定。这样就得到了一个已知总体积Vt的土壤样本。从这个样本可以确定湿容重和乾容重。
对于具有湿容重（总体积密度）的样品的质量为Mt。对于乾容重，则需将样品烘乾，得出质量Ms。这两个质量之间的关系是Mt = Ms + Ml，其中Ml是烘乾过程中损失的物质的质量（通常主要是水）。乾、湿容重计算如下：
乾容重=土壤质量/总体积：
{\displaystyle \rho _{b}={\frac {M_{s}}{V_{t}}}}
湿容重=土壤质量加上液体/整体体积：
{\displaystyle \rho _{t}={\frac {M_{t}}{V_{t}}}}
土壤的乾容重与同一土壤的孔隙度成反比：土壤中的孔隙空间越多，体积密度值越低。地球内部某个区域的体积密度也与穿过该区域的波的地震速度有关。对于P波，这已用加德那關係式量化。密度越高，速度越快。